# Sidse Babett Knudsen
Sidse Babett Knudsen (phát âm tiếng Đan Mạch: [ˈsisə babɛd ˈknusn̩]; sinh ngày 22 tháng 11 năm 1968) là một nữ diễn viên người Đan Mạch.

## Danh sách phim

### Điện ảnh
| Năm  | Tên                                | Vai                    | Đạo diễn                        | Ghi chú |
| ---- | ---------------------------------- | ---------------------- | ------------------------------- | ------- |
| 1997 | Let's Get Lost                     | Julie                  | Jonas Elmer                     |         |
| 1997 | Thérapie russe                     | Sidse                  | Eric Veniard                    |         |
| 1997 | En stille død                      | Sally                  | Jannik Johansen                 |         |
| 1997 | Fanny Farveløs                     | Mother                 | Natasha Arthy                   |         |
| 1998 | Motello                            | Julie                  | Steen Rasmussen & Michael Wikke |         |
| 1999 | The One and Only                   | Sus                    | Susanne Bier                    |         |
| 1999 | Mifune's Last Song                 | Bibbi                  | Søren Kragh-Jacobsen            |         |
| 2000 | Mirakel                            | Mona Petersen          | Natasha Arthy (3)               |         |
| 2000 | Max                                | Sarah 'Max' Engell     | Trine Piil Christensen          |         |
| 2001 | Chop Chop                          | Rita                   | Niels Arden Oplev               |         |
| 2001 | Monas verden                       | Mona                   | Jonas Elmer (2)                 |         |
| 2002 | Drengen der ville gøre det umulige |                        | Jannik Hastrup                  |         |
| 2003 | Se til venstre, der er en svensker | Katrine                | Natasha Arthy (4)               |         |
| 2003 | Dogville: The Pilot                | Grace                  | Lars von Trier                  |         |
| 2004 | Villa Paranoia                     | Olga Holmgård          | Erik Clausen                    |         |
| 2004 | Fakiren fra Bilbao                 | Louise                 | Peter Flinth                    |         |
| 2004 | Bjørno & Bingo                     | Bingo                  | Sabine Ravn                     |         |
| 2006 | After the Wedding                  | Helene Hansson         | Susanne Bier (2)                |         |
| 2007 | Til døden os skiller               | Bente                  | Paprika Steen                   |         |
| 2008 | Blå mænd                           | Lotte                  | Rasmus Heide                    |         |
| 2009 | Over gaden under vandet            | Anne                   | Charlotte Sieling               |         |
| 2009 | Æblet & ormen                      | Sylvia                 | Anders Morgenthaler & Mads Juul |         |
| 2010 | Parterapi                          | Puk Agerbo             | Kenneth Kainz                   |         |
| 2012 | Sover Dolly på ryggen ?            | Sandra                 | Hella Joof                      |         |
| 2014 | The Duke of Burgundy               | Cynthia                | Peter Strickland                |         |
| 2014 | Speed Walking                      | Lizzi                  | Niels Arden Oplev (2)           |         |
| 2015 | Courted                            | Ditte Lorensen-Coteret | Christian Vincent               |         |
| 2016 | 150 Milligrams                     | Irène Frachon          | Emmanuelle Bercot               |         |
| 2016 | Inferno                            | Elizabeth Sinskey      | Ron Howard                      |         |
| 2016 | A Hologram for the King            | Hanne                  | Tom Tykwer                      |         |
| 2017 | The Eternal Road                   | Sara                   | Antti-Jussi Annila              |         |
| 2018 | Vitello                            | Vitello's Mother       | Dorte Bengtson                  |         |